# Rund um die Nürnberger Altstadt 2005
Il Rund um die Nürnberger Altstadt 2005, quindicesima edizione della corsa, valido come evento dell'UCI Europe Tour 2005 categoria 1.1, si svolse il 11 settembre 2005 su un percorso di 156,9 km. Fu vinto dal tedesco Ronny Scholz, che terminò la gara in 3h 22' 14" alla media di 46,54 km/h.
Al traguardo 78 ciclisti portarono a termine il percorso.

## Ordine d'arrivo (Top 10)
| Pos. | Corridore        | Squadra       | Tempo    |
| ---- | ---------------- | ------------- | -------- |
| 1    | Ronny Scholz     | Gerolsteiner  | 3h22'14" |
| 2    | Raffaele Ferrara | Androni Gioc. | a 25"    |
| 3    | Ján Valach       | eD'System     | a 26"    |
| 4    | André Greipel    | Wiesenhof     | a 33"    |
| 5    | Marcel Sieberg   | Team Lamonta  | s.t.     |
| 6    | Andrij Hrivko    | Domina Vac.   | s.t.     |
| 7    | Karsten Volkmann | RSH           | a 36"    |
| 8    | Mark Cavendish   | Sparkasse     | a 48"    |
| 9    | Markus Zberg     | Gerolsteiner  | s.t.     |
| 10   | Kenny van Hummel | Eurogifts.com | s.t.     |